# 하라 히로미
하라 히로미(일본어: 原 博実, 1958년 10월 19일 ~ )는 일본의 전 축구 선수이자 지도자로 현역 시절 우라와 레즈에서 공격수로 활약했다.

## 선수 시절

### 클럽
1958년 일본 도치기현 나스시오바라시에서 태어나 1981 시즌을 앞두고 우라와 레즈에 입단한 뒤 1992 시즌을 끝으로 은퇴할 때까지 11년동안 한팀에서만 활약하며 리그 통산 192경기 65골(컵대회 3경기 무득점)을 뽑아내며 1981 시즌 JSL컵 우승, 1982년 일본 사커 리그 우승에 크게 기여했다.

### 국가대표팀
와세다 대학 2학년에 재학 중이던 1978년 11월 19일 소련과의 친선 경기에서 국제 A매치 데뷔전을 치른 이후 같은 해에 열린 1978년 아시안 게임에 출전했으나 팀은 조별리그에서 탈락하며 메달 획득에 실패했다. 
그리고 1982년 FIFA 월드컵 아시아·오세아니아 지역 예선에도 출전하기도 했으나 월드컵 본선과는 인연을 맺지 못했고 1986년 아시안 게임에도 출전하여 네팔과의 D조 조별리그 2차전에서 멀티골을 기록하며 팀의 5-0 대승을 이끌었으며 이후 1988년 대표팀에서 은퇴할 때까지 A매치 통산 75경기 37골을 기록했다.

## 지도자 경력
1988년 선수 은퇴 후 스페인으로 프리메라리가 코치 연수를 떠났고 이후 일본으로 돌아와 스카이퍼펙의 축구 해설가로도 활동하기도 했다. 그리고 1998년 친정팀인 우라와 레즈의 감독으로 선임되어 팀을 1부 리그 3위로 이끌며 감독 데뷔 시즌을 성공적으로 마무리했다. 그러나 이듬해인 1999년에는 1부 리그 13위에 그치면서 결국 성적 부진에 따른 책임을 지고 우라와 레즈의 감독직에서 물러났고 2002년부터 2005년까지 FC 도쿄의 감독을 맡아 2004년 J리그컵 우승을 이끌었다. 그리고 2년 후인 2007년 다시 FC 도쿄의 감독을 맡았으나 1시즌만에 감독직을 내려놓았고 2009년 2월 12일 일본 축구 국가대표팀의 기술 디렉터로 선임되어 이듬해인 2010년 FIFA 월드컵에서 일본의 8년만이자 원정 첫 16강 진출에 이바지했으며 이후 파라과이와 과테말라의 친선 경기에서 감독 대행을 맡아 모두 1-0 승리를 이끌었다.

## 통계
| 일본 | 일본 | 일본 |
| 연도 | 출전 | 득점 |
| ---- | ---- | ---- |
| 1978 | 6    | 1    |
| 1979 | 2    | 0    |
| 1980 | 5    | 2    |
| 1981 | 10   | 1    |
| 1982 | 6    | 3    |
| 1983 | 10   | 6    |
| 1984 | 7    | 5    |
| 1985 | 10   | 5    |
| 1986 | 6    | 7    |
| 1987 | 11   | 7    |
| 1988 | 2    | 0    |
| 통산 | 75   | 37   |